# Săcădat
Săcădat è un comune della Romania di 1 816 abitanti, ubicato nel distretto di Bihor, nella regione storica della Transilvania.
Il comune è formato dall'unione di 3 villaggi: Borșa, Săbolciu, Săcădat.